# Adrien d'Orléans
Pour les articles homonymes, voir Adrien.
Adrien d'Orléans est un comte franc, mort avant novembre 821. Sa sœur Hildegarde de Vintzgau épousa Charlemagne et comme beau-frère de l'empereur, il en fut un proche.

## Ascendance
Comte d'Orléans, comte palatin, il est le fils de Gérold Ier de Vintzgau et d'Emma d'Alémanie.

## Descendance
Il épouse Waldrade qui serait peut-être une fille du guilhemide Alleaume d'Autun dont sont issus :
- Eudes, comte d'Orléans (mort le 25 mai 834), qui épouse Engeltrude de Fézensac, fille du comte Leuthard Ier de Paris ;
- Waldrade qui épouse Robert III de Hesbaye (mort en 834), comte de l'Oberrheingau et de Wormsgau, père de Robert le Fort ;
- Guillaume, comte de Blois (mort le 25 mai 834) ;
- une autre fille nommée Emma d'Orléans qui aurait épousé Guigon de Soissons[2].

## Généalogie
```
|→ 
Gérold
 
I
er
 de Vintzgau
, comte d'Anglachgau et de Kraichgau (
730
- †
784
)

  X 
Emma d'Alémanie

  |
  |→ 
Hildegarde de Vintzgau
, reine des Francs (†
783
); avec postérité
  | X 
Charlemagne
, empereur d'Occident
  |
  |→ 
Gérold
, préfet de Bavière (†
799
)
  | X ? 
Emma d'Alémanie
 ou 
Gisèle
, fille de 
Pépin le Bref

  |
  |→ 
Adrien d'Orléans
, comte d'Orléans (-av.†
821
)
    X Waldrade de Wormsgau, possible fille d'
Alleaume d'Autun

    |
    |→ 
Eudes d'Orléans
, comte d'Orléans (†
834
)
    |  X 
Engeltrude de Fézensac

    |  |
    |  |→ 
Guillaume d'Orléans
, comte d'Orléans (†
866
), avec possible postérité
    |  |
    |  |→ 
Ermentrude d'Orléans
, reine des Francs (
830
- †
869
)
    |    X 
Charles
 
II
 
le Chauve
, roi des Francs, avec postérité
    |
    |→ 
Guillaume d'Orléans
, comte de Blois (v.800- †
834
), sans postérité
    |
    |→ 
Waldrade d'Orléans

       X 
Robert
 
III
 de Hesbaye
, comte de Worms et d'Oberrheingau, avec postérité
```